# Servofreno

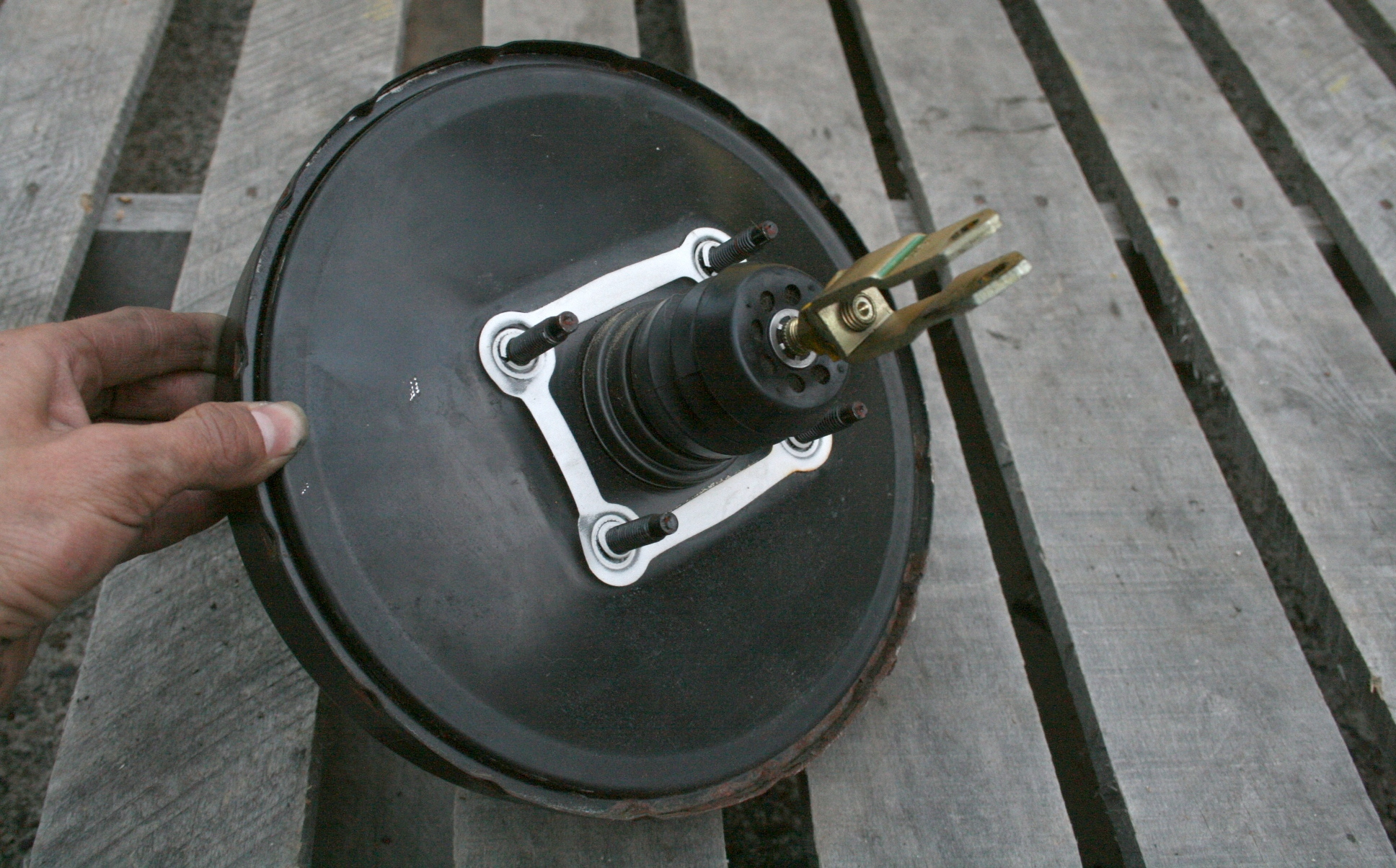
Servofreno de vacío de un Geo Storm GSi de 1990, en 2008.

El servofreno (palabra compuesta por la raíz latina servus, siervo y la palabra freno o búster) se refiere a los mecanismos o sistemas de mecanismos que sirven para minimizar el esfuerzo humano que hay que hacer sobre el mando de freno de un vehículo para frenarlo.
El más común en los automóviles del siglo XX es el «servofreno de vacío» conocido también como «ayuda de pedal».
Normalmente en los automóviles el mando del freno suele ser un pedal, que al principio del siglo XX accionaba los frenos mecánicamente a través de palancas y varillas, que obligaba al chofer a hacer un gran esfuerzo con el pie si el vehículo era muy pesado. 
Esto motivó el nacimiento de varios sistemas que minimizaban este esfuerzo, como los sistemas de freno hidráulico, neumático y eléctrico permitiendo frenar los vehículos con más comodidad para el chofer.

## Servofreno de vacío

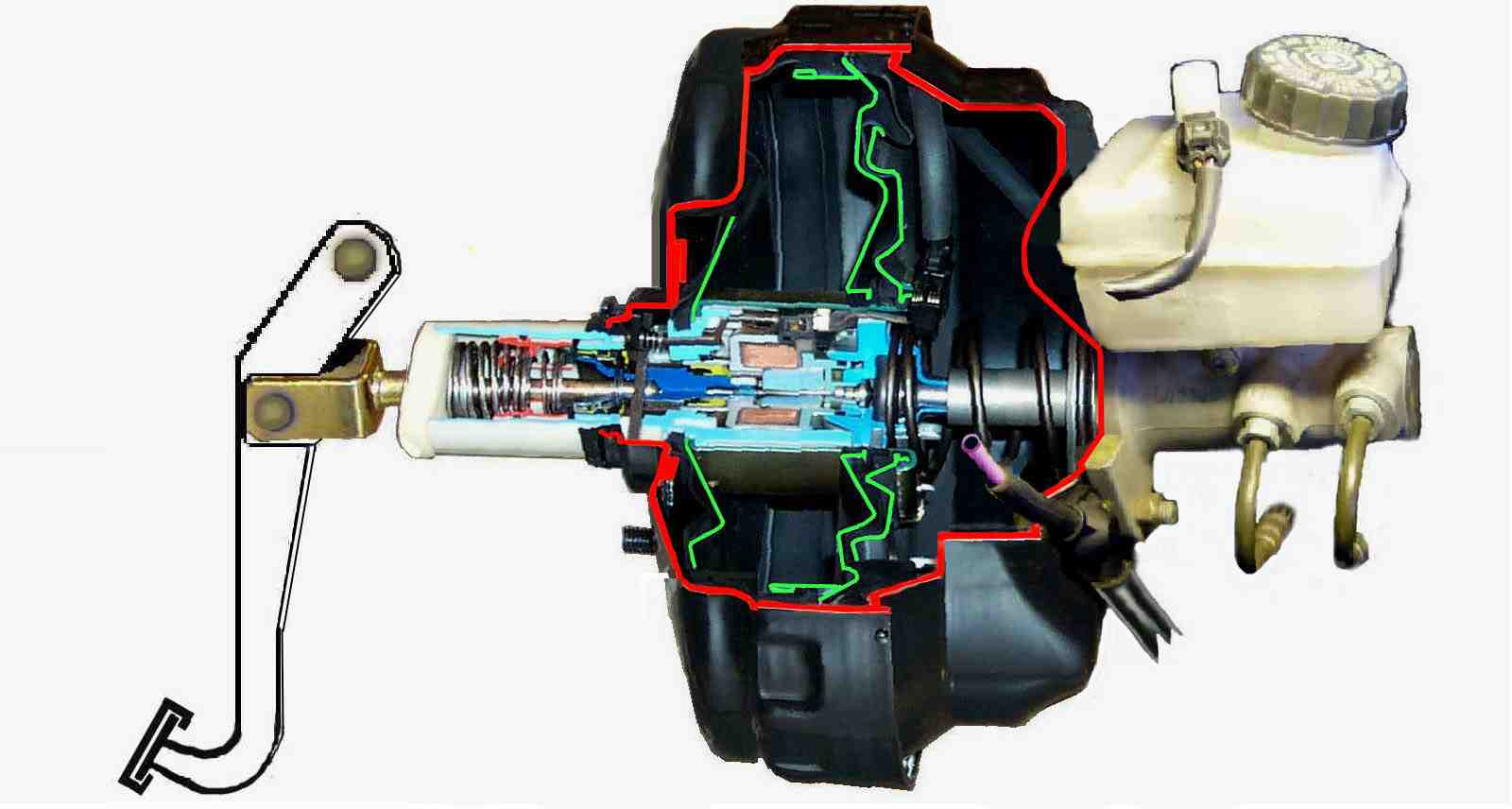
Sección de un servofreno, con el pedal a la izquierda y la bomba a la derecha

Ideado en la época de los frenos mecánicos, se trata de un sistema neumático, que aprovecha la depresión o el vacío generado en el múltiple de admisión del motor de combustión interna para desmultiplicar el esfuerzo que hace el chofer con su pie sobre el pedal del freno. En los motores diésel esta depresión no existe debido a la ausencia de mariposa, por lo que se obtiene a través de una bomba de vacío o depresora.
El vacío crea una depresión en una cámara que actúa sobre un émbolo contenido dentro de ella, al abrir una válvula cuando se acciona el pedal de freno, la válvula permite el paso de la presión atmosférica al otro lado del émbolo, haciendo que este se desplace.
El émbolo actúa por medio de su vástago sobre el pistón de la bomba principal de freno hidráulico para generar en los dispositivos situados en las  ruedas del vehículo (freno de tambor o de disco) una fuerza de frenado todavía mayor, debido al principio de Pascal.
En efecto, si el área del pistón de la bomba es la mitad del área de los pistones de los discos o los tambores de freno, la fuerza hidráulica que se transmite es el doble.[cita requerida]